# Américo Ghioldi

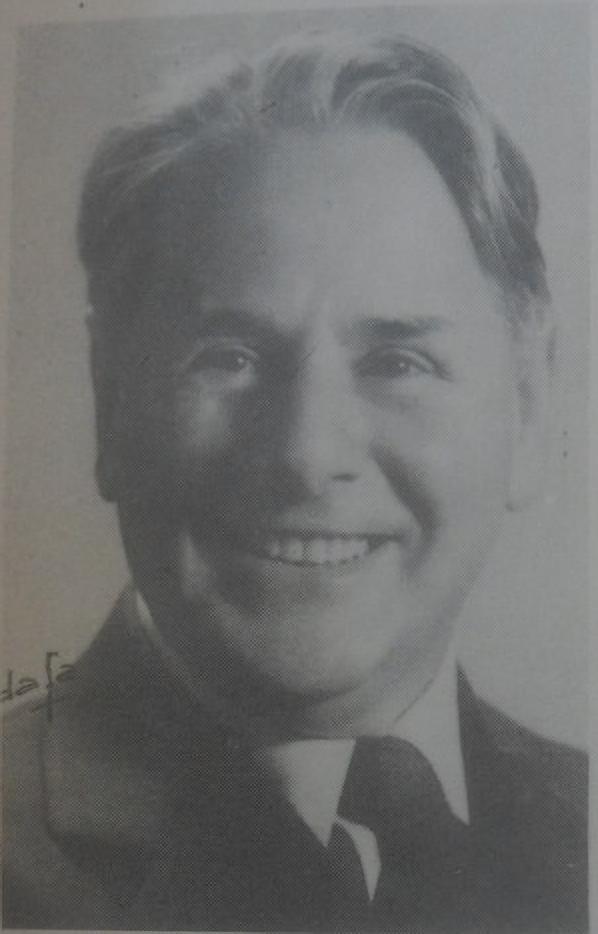
Américo Ghioldi en 1948.

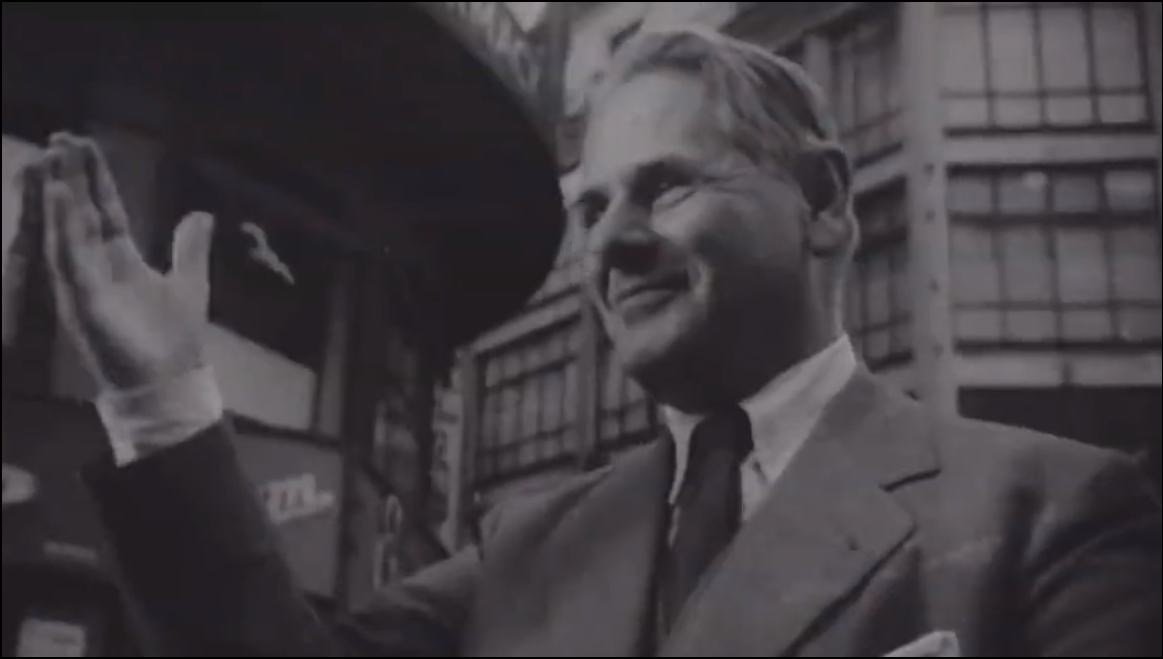
Américo Ghioldi en el año 1944.

Américo Antonio Ghioldi (Buenos Aires, 23 de mayo de 1899 - Buenos Aires, 21 de diciembre de 1984) fue un político y maestro argentino del Partido Socialista y, desde 1958, del Partido Socialista Democrático. Fue embajador en Portugal durante la última dictadura militar argentina (1976-1983), aunque también fue uno de los primeros políticos en manifestarse por la vuelta a la democracia. 

## Trayectoria política
Era hermano de los dirigentes comunistas Rodolfo (1897-1985) y Orestes Ghioldi (1901-1982).
En 1927, cuando tenía 28 años, el Partido Socialista lo designó director del diario La Vanguardia.
En las elecciones de 1931 fue elegido concejal de la ciudad de Buenos Aires, y en las elecciones de 1938 y 1942 fue elegido diputado nacional.[cita requerida]
En 1951, Ghioldi formó parte de un grupo que buscaba un golpe de Estado e instalar régimen militar con participación del Ejército, la Marina y la Aeronáutica y con políticos como el unionista Miguel Ángel Zavala Ortiz y el conservador Adolfo Vicchi.
Al fracasar el golpe de Estado del 28 de septiembre de 1951 la justicia argentina ordenó su captura, tras lo cual un lancheros lo llevó desde Punta Lara (provincia de Buenos Aires) hasta las cercanías de Colonia de Sacramento, Uruguay.
El 16 de junio de 1955 ―con el objetivo de matar al propio presidente constitucional Juan Domingo Perón―, aviones sublevados bombardearon y ametrallaron la Plaza de Mayo, con el saldo de más de 350 muertos y más de 700 heridos. Ghioldi publicó una editorial en el periódico socialista La Vanguardia, que estuvo dedicada ―a modo de homenaje― a ese ataque. En esa contratapa se reproducía facsimilarmente la aparecida en Montevideo el 22 de junio de 1955, donde el mismo Américo Ghioldi exaltaba el atentado.
El 20 de octubre de 1955, Ghioldi ―a través de las páginas de La Vanguardia― brindó su apoyo al golpe de Estado autodenominado Revolución Libertadora:

Nos encontramos ante una revolución limpia, sin intervenciones que pudieran herir la sensibilidad nacional, sin espúreos(sic) contactos con formas del empresismo(sic) internacional, sin posibilidad de que nadie, así sea de la misma índole del tirano que huyó, pueda aplicar los desgastados moldes de «vendidos al oro extranjero», «agentes del imperialismo», tan usados por el terrorismo totalitario de uno y otro color para infundir pavor a los democráticos. La revolución fue argentina por su largo aliento, por la conciencia que la preparó, por los corazones que la ejecutaron, y por el sentido democrático de su proclama. [...] Su profundo significado histórico reside en que es una revolución libertadora que separó la cabeza enferma del cuerpo sano de la nación, y abre cauces a las múltiples energías creadoras de los hombres, de los partidos, de las iglesias, de las escuelas, para que en concurrencia cooperativa de esfuerzos salven a la Argentina de la miseria, aumenten la riqueza, distribuyan mejor la renta nacional, fortalezcan la democracia, den sentido y contenido social a la libertad del hombre, fuente de eterno rejuvenecimiento. [...] La revolución es, por de pronto, un hecho histórico de enorme trascendencia. El gobierno que surgió de ella se desenvuelve dentro del orden común propio de hombres que no buscan oprimir, engañar o asaltar. La nueva era es un frente de separación. Debemos desterrar el pasado tiránico y al mismo tiempo construir la democracia futura. El deber es, pues, doble, enterrar y plantar. Todos debemos enterrar el pasado. La revolución tiene que llegar a todos los sectores, organismos, instituciones, leyes y reglamentaciones. Todos debemos plantar. Deberá crecer la democracia. Hay que preparar el terreno, seleccionar la semilla y regar.
Américo Ghioldi

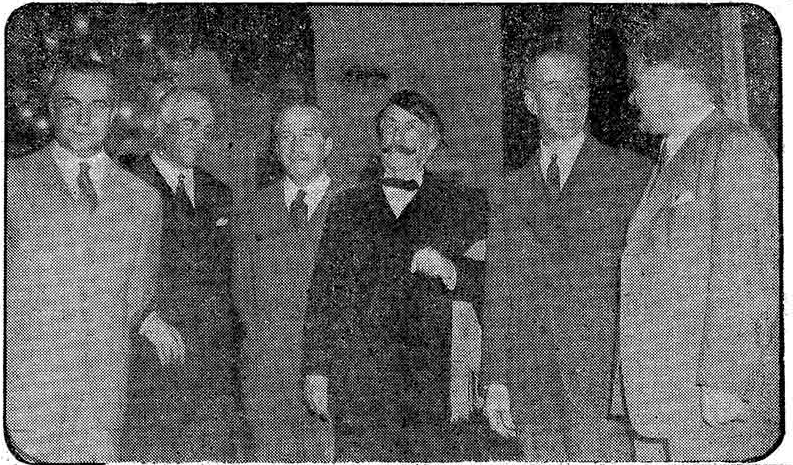
De izquierda a derecha: Carlos Humberto Perette (radical), el ministro de agricultura Alberto Francisco Mercier, Miguel Ángel Zavala Ortiz (radical), Alfredo Palacios (Socialista), el presidente de facto Eduardo Lonardi y el dirigente socialista Américo Ghioldi. 27 de septiembre de 1955.

Sin embargo, debido a su postura antidemocrática, en noviembre de 1956 Ghioldi fue reemplazado en la dirección de La Vanguardia por Alicia Moreau de Justo ―con quien estaba enfrentado internamente―.
El 9 de junio de 1956, la dictadura de Aramburu hizo fusilar extrajudicialmente en los basurales de José León Suárez (en las afueras de Buenos Aires) a varios militares y civiles que se habían sublevado contra la dictadura. Américo Ghioldi justificó la masacre, y escribió, aludiendo a Macbeth, de Shakespeare:

Los hechos de la noche del sábado 9 y domingo 10, dentro de su inmensa tragedia, definen circunstancias y posiciones sobre las cuales parece necesario detenerse a pensar hondamente. En primer lugar, es dato fundamental de los hechos acaecidos, la absoluta y total determinación del Gobierno de reprimir con energía todo intento de volver al pasado. Se acabó la leche de clemencia. Ahora todos saben que nadie intentará, sin riesgo de vida, alterar el orden porque es impedir la vuelta a la democracia.
Américo Ghioldi

En 1957 fue convencional constituyente que realizó la reforma constitucional de 1957.
En 1958, el Partido Socialista se dividió en un ala liberal, que luego se denominaría Partido Socialista Democrático ―liderado por Ghioldi―, y otra ala socialista de izquierda, que derivaría en el Partido Socialista Argentino.
En 1963 se celebraron elecciones con la proscripción del Partido Peronista y Ghioldi fue elegido nuevamente diputado nacional por la Capital Federal.
Fue designado como miembro de número de la Academia Nacional de Educación. Participó en la Confederación Nacional de Maestros. Fue profesor en las Universidades de Buenos Aires y La Plata.
En 1976, iniciado el llamado Proceso de Reorganización Nacional (1976-1983), aceptó la designación como embajador en Portugal.

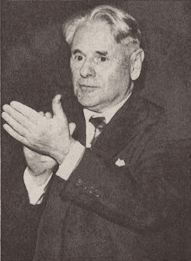
Américo Ghioldi en foto publicada por Revista "Primera Plana" en 1971.

## Vida privada
Hacia 1926 se casó con Delfina Varela Domínguez, que lo sobrevivió.

## Publicaciones
- La moral de la Constitución
- Juan B. Justo y la crítica social
- Juan B. Justo (1933).
- Jornadas laicas (1934).
- Formación de la escuela argentina: educación popular (1934).
- En defensa de la escuela laica (1935).
- Crítica a los nuevos programas de escuela primaria (1936).
- Por la educación científica y antidogmática (1936).
- Sobre la idea del trabajo (1937).
- Síntesis de la posición política del socialismo democrático (1939).
- Por la educación común, nacional e individual: federalización de la instrucción primaria (1941).
- Política y pedagogía de la juventud (1941).
- Oportunidad de formación profesional para los jóvenes (1942).
- Sarmiento, fundador de la escuela popular (1944).
- Bases de la pedagogía constitucional (1944).
- Palabras a la Nación (1945).
- El socialismo en la evolución nacional (1946).
- Alpargatas y libros en la historia argentina (1946).
- Dos fechas: 4 de junio y 24 de febrero (1946).
- La situación económica (1948).
- Marxismo, socialismo, izquierdismo, comunismo y la realidad argentina de hoy (1950).
- Historia crítica de la Revolución del 43 (1950).
- Actualidad de Juan B. Justo (1950).
- Conciencia obrera y fracaso peronista (1951).
- La Argentina tiene miedo (1953).
- Cayó la dictadura ¿ahora qué? De la tiranía a la democracia social (1956).
- Más allá de la revolución (1957).
- Sarmiento en las crisis argentinas (1958).
- El mito de Eva Duarte (1962).
- Cambios de estructura e inteligencia argentina (1965).
- Ejército y política: el golpe del 28 de junio de 1966 (1967).
- Desarrollo económico y política institucional (1970).

Escribió en diversos diarios del país, y en revistas argentinas y del exterior.